# Sarandí Grande
Sarandí Grande ist eine Stadt in Uruguay.

## Geographie
Sie befindet sich in der Cuchilla de Maciel im westlichen Teil des Departamento Florida in dessen Sektor 10.
In einigen Kilometern Entfernung liegt südlich Pintado bzw. in nördlicher Richtung Puntas de Maciel und Goñi.

## Geschichte
Die Gründung des Ortes erfolgte 1874 mit dem Bau der Bahnstrecke. Im Jahr 1906 wurde Estación Sarandí die Bezeichnung „pueblo“ zuerkannt. 1923 erhielt es unter dem Namen Sarandí den Status „villa“. 1928 erhielt der Ort Trinkwasser über die Errichtung eines artesischen Brunnens. 1956 erhielt der Ort mit dem Stadtrecht auch den heutigen Namen.

## Infrastruktur
Durch Sarandí Grande führen die Straßen Ruta 5 und Ruta 42. Am 6. Juni 1996 nahm in der Stadt der Radiosender F.M. 90,9 den Sendebetrieb auf. Die Bahnstrecke Montevideo–Paso de los Toros führt inzwischen an Sarandí Grande vorbei. Der ehemalige Bahnhof wird zukünftig kulturell genutzt.

## Einwohner
Die Einwohnerzahl Sarandí Grandes beträgt 6.130 (Stand: 2011), davon 2.973 männliche und 3.157 weibliche.
| Jahr | Einwohner |
| ---- | --------- |
| 1963 | 5.294     |
| 1975 | 5.545     |
| 1985 | 5.379     |
| 1996 | 5.635     |
| 2004 | 6.362     |
| 2011 | 6.130     |

Quelle: Instituto Nacional de Estadística de Uruguay

## Stadtverwaltung
Der Ort wird durch die Municipio de Sarandí Grande verwaltet.

## Söhne und Töchter der Stadt
- Roberto Labandera (1954-), Politiker